# Perhobstler
Perhobstler, eigentlich  Wilhelm Michael Schneider, (* 4. Dezember 1891 
in Altrip; † 7. April 1975 in Frankfurt am Main) war ein Pfälzer Heimatdichter.
Er schrieb unter den Pseudonymen Wilhelm Michael und Wilhelm Michael Perhobstler und nach dem Zweiten Weltkrieg unter seinem richtigen Namen Wilhelm Michael Schneider.

## Leben
Schneider wurde in Altrip in der damals zu Bayern gehörenden Pfalz geboren. Sein Vater war Essigsieder und besaß eine kleine Fabrik in Altrip. Schneider hatte sieben Geschwister und verbrachte seine Kindheit in Altrip, ging dort zur Dorfschule, danach zur Oberrealschule ins badische Mannheim. Er begann sein Berufsleben bei der Hugo Stinnes GmbH in Mannheim mit einer kaufmännischen Lehre. Nach Abschluss der Lehre und den ersten Berufsjahren wechselte er 1923 nach Frankfurt am Main und begann dort seine berufliche Karriere bei I.G. Farben, bei der er es bis zum Prokuristen brachte. 
Als junger Mann zog er wie viele seiner Zeitgenossen mit Begeisterung in den Ersten Weltkrieg. Er kam nach kurzer Ausbildung zum 23. bayerischen Infanterieregiment an der Westfront in Flandern. Bis zum Frühjahr 1917 kämpfte er im Westen und wurde mehrmals verwundet. Nach seiner Beförderung zum Leutnant der Reserve wurde er zum 27. bayerischen Infanterieregiment an die rumänische Front versetzt. 1918 gelangte die Einheit in den Westen, wo Schneider im Juni ein letztes Mal verwundet wurde.
Während einer seiner Lazarettaufenthalte lernte er in Blankenburg (Harz) seine spätere Frau Antonie Jahn kennen, die zur weiteren Nachkommenschaft des Turnvaters Jahn gehörte. Die intensiven Kriegserlebnisse sind der Anlass seines dichterischen Schaffens geworden.
Er war Gründungsmitglied des Turnvereins in Altrip und Mitglied des Literarischen Vereins der Pfalz. Bis zu seinem Tode im Jahre 1975 lebte er in Frankfurt am Main.

### Literarisches Werk
Sein Erstling „Infantrist Perhobstler“ erschien 1929 und war ein großer Erfolg. Es schildert den Krieg aus der Sicht eines einfachen Soldaten. Thomas Mann hat in einem persönlichen Schreiben 1929 an Schneider dieses Buch als eines der stärksten und wahrhaftigsten bezeichnet. Er schreibt unter anderem in seinem Brief: „Ich kann nicht sagen, was Ihre Erzählungen alles in mir aufgewühlt haben an menschlicher Ratlosigkeit.“
Dieses Buch, erschienen im Rembrandt-Verlag in Berlin, wurde 1936 von den Nationalsozialisten auf Grund seiner realistischen Darstellung des Krieges verboten. Von der DDR-Zensur wurde es 1953 auf die Liste der auszusondernden Literatur gesetzt.
Neben Büchern und einem Bühnenstück veröffentlichte er eine Reihe von Erzählungen und Kurzgeschichten in Sammelbänden und Büchern sowie Zeitungen und Zeitschriften in den Jahren von 1937 bis 1972. Eine enge Freundschaft verband ihn mit den Dichtern Rudolf Binding und Paul Alverdes sowie August Friedrich Velmede. 
Die Qualität um Schneiders Buch „Infantrist Perhobstler, mit bayrischen Divisionen im Weltkrieg“ war für eines der großen militärhistorischen Museen in Europa, das Bayerische Armeemuseum in Ingolstadt, Anlass, es zum Gedenkjahr 2014 in kommentierter Form erneut herauszugeben.

## Auszeichnungen
- 1965 Erster Preis der Rheinpfalz für den Roman „Anna“
- 1966 Literaturpreis von Rheinland-Pfalz
- 1966 Ehrengabe des Bezirksverbandes Pfalz
- 1971 Ehrenbürger der Gemeinde Altrip

## Werke (Auswahl)
- Infantrist Perhobstler, mit bayrischen Divisionen im Weltkrieg; Berlin 1929
- Franzosen am Rhein (auch Franzosen im Land); 1930
- Telegraphenstangen; 1934
- Die Hohenzollernschanze; 1932 (als Bühnenstück erschienen 1939)
- Englisches Gesicht; 1940
- Flut um Hohenufen (Trilogie); 1943
- Schlingstrom, Roman eines Tages; 1960
- Ungeschminkte Geschichten; 1966
- Infantrist Perhobstler, mit Bayerischen Divisionen im Weltkrieg; 2014 (kommentierter Nachdruck)